# Zapadna kapija Beograda

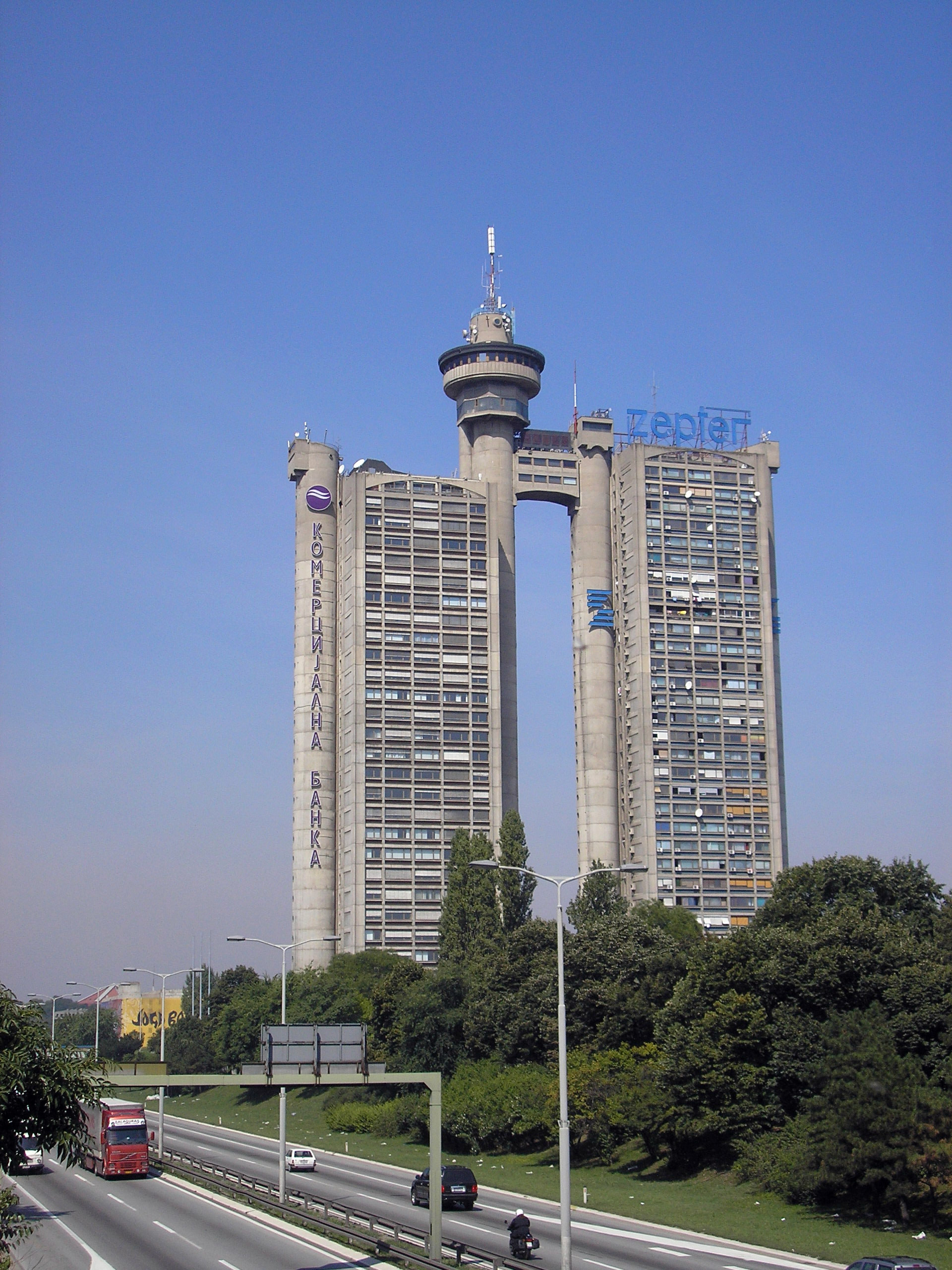
Byggnadens östfasad, vy från E75.

Zapadna kapija Beograda (med serbisk kyrilliska Западна Капија Београда), ungefär Belgrads västra stadsport, är en brutalistisk trettiofemvåningsbyggnad i Novi Beograd och Belgrads näst högsta byggnad efter Ušćeskrapan. Den ritades av Mihajlo Mitrović och byggdes 1977–1980. Högst upp finns en roterande restaurang som byggdes för att snurra ett varv per timme men som inte renoverats sedan Jugoslaviens kollaps och varit stängd sedan 1990-talet.
Byggnaden kallas även Kula Geneks (Кула Генекс), Genex-tornet, efter företaget Genex som huserar i det lägre av de två tornen (det högre inhyser bostäder).
Byggnaden är väl synlig bredvid motorvägen.